# März 1990
Portal Geschichte | Portal Biografien | Aktuelle Ereignisse | Jahreskalender | Tagesartikel

◄ |
19. Jahrhundert |
20. Jahrhundert
| 21. Jahrhundert

◄ |
1960er |
1970er |
1980er |
1990er
| 2000er | 2010er | 2020er | ►

◄ |
1986 |
1987 |
1988 |
1989 |
1990
| 1991 | 1992 | 1993 | 1994 | ►

◄ |
Dezember 1989 |
Januar 1990 |
Februar 1990 |
März 1990 |
April 1990 |
Mai 1990 |
Juni 1990 |
►
Dieser Artikel behandelt aktuelle Nachrichten und Ereignisse im März 1990.

## Tagesgeschehen

### Donnerstag, 1. März 1990

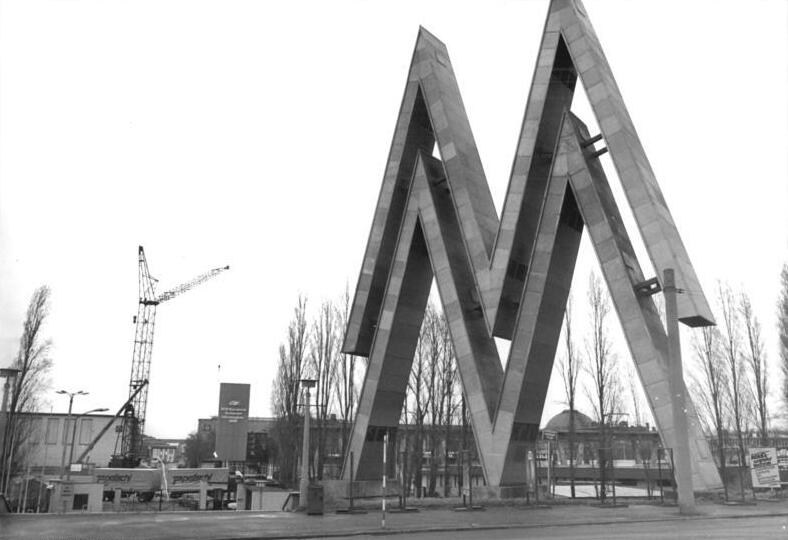
Die unsichere Zukunft der DDR-Wirtschaft prägt auch die Leipziger Frühjahrsmesse 1990

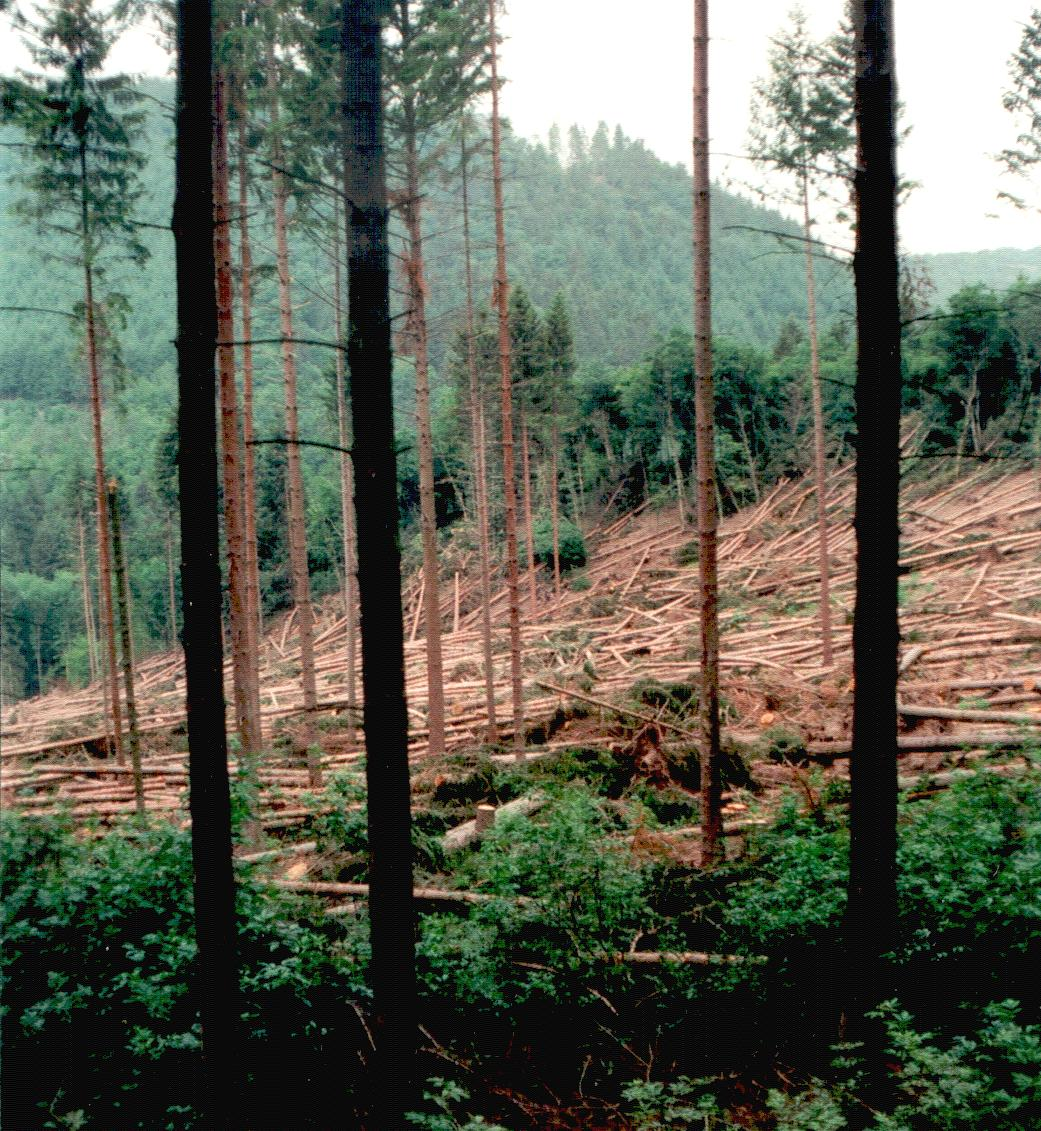
Sturmschaden durch den Orkan „Wiebke“ in Rheinland-Pfalz

- Berlin/Deutschland: Der Ministerrat der DDR unter dem Vorsitz von Hans Modrow (PDS) beschließt die Gründung einer Anstalt zur treuhänderischen Verwaltung des Volkseigentums zur Umstellung der DDR-Wirtschaft von einer Planwirtschaft mit nur noch wenigen privatwirtschaftlichen Unternehmen hin zu einer freien Marktwirtschaft, welche die nicht-öffentliche Herrschaft über Produktionsfaktoren voraussetzt. Der reale Wert des so genannten „Volkseigentums“ ist schwer einzuschätzen, da der Absatz von Waren und Dienstleistungen in der DDR aus ideologischen Gründen nicht der freien Preisbildung folgt. Die Höhe der Erlöse von Betrieben und Dienstleistern auf einem bald freien Markt ist unabsehbar.[1]
- Mitteleuropa: Auf seinem Weg durch Deutschland verursacht der Orkan „Wiebke“ den Tod von 35 Menschen und zerstört in Mitteleuropa zahlreiche Gebäude. Seit Ende Januar zogen über West- und Mitteleuropa acht Orkane mit Windgeschwindigkeiten von mehr als 180 km/h hinweg. In Deutschland starben 64 Menschen durch die Auswirkungen der Sturmserie, die nach ersten Schätzungen für einen Gesamtschaden von europaweit 25 Milliarden D-Mark sorgte.[2]

### Freitag, 2. März 1990
- Algier/Algerien: Gastgeber Algerien gewinnt im Eröffnungsspiel der 17. Fußball-Afrikameisterschaft 5:1 gegen Nigeria.[3]
- Taschkent/Sowjetunion: Der Oberste Sowjet der Usbekischen SSR erlässt ein Gesetz, um das Prinzip des kollektiven Regierungsoberhaupts, verkörpert durch den Obersten Sowjet selbst, zu Gunsten des Präsidialregimes abzuschaffen. Als einziger aufgestellter Kandidat soll im Lauf dieses Monats der Vorsitzende der Kommunistischen Partei der Usbekischen SSR Islom Karimov in dieses Amt gewählt werden.[4]

### Donnerstag, 8. März 1990

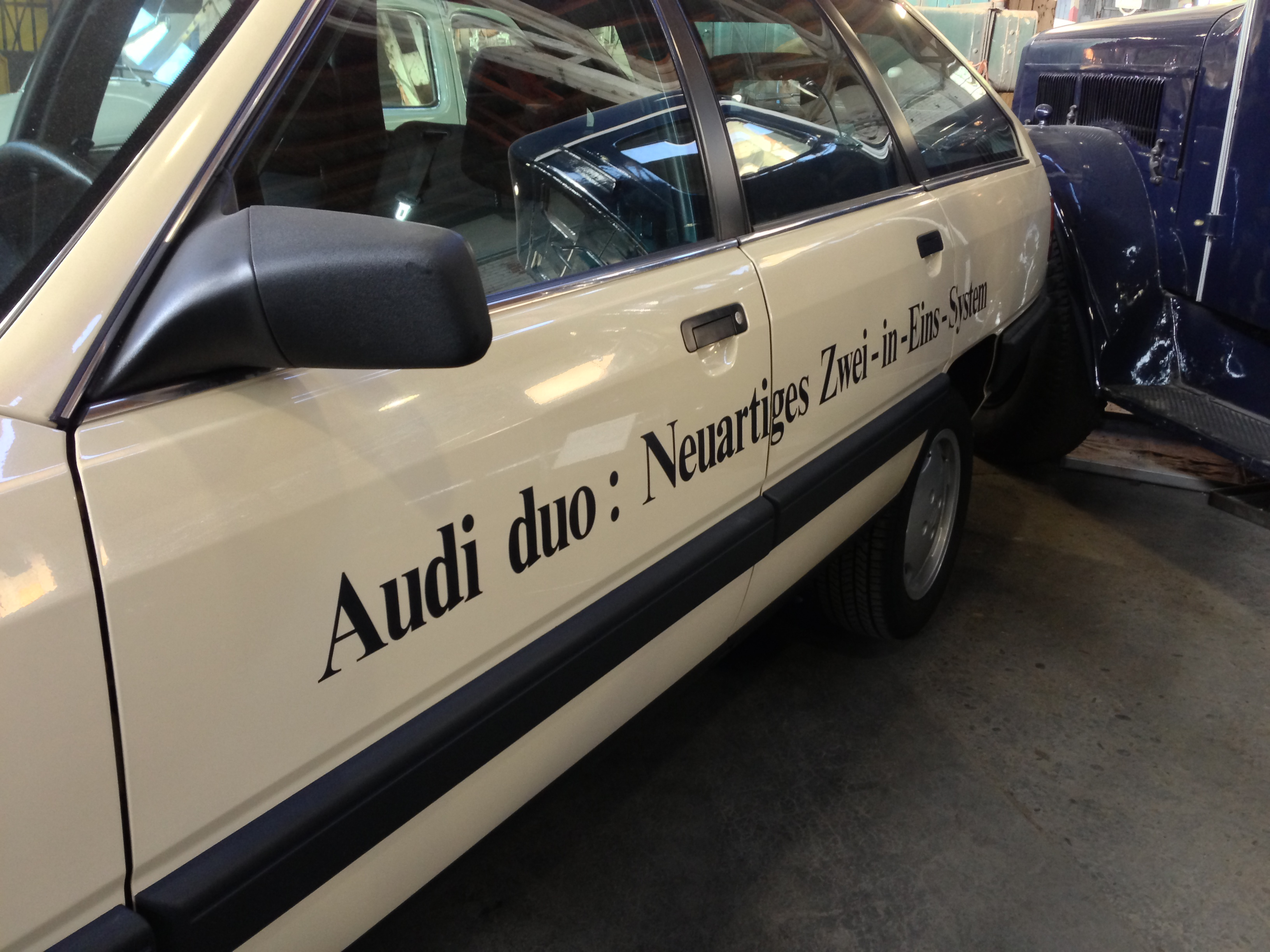
Modell 100 C3 von Audi mit „neuartigem 2-in-1-System“

- Genf/Schweiz: Auf dem heute eröffneten Automobilsalon stellt der deutsche Pkw-Hersteller Audi AG das Hybrid-Elektro-Kraftfahrzeug Audi duo vor, bei dem im vorderen Wagenbereich ein Verbrennungsmotor und im hinteren ein Elektroantrieb verbaut ist. Wegen mangelnder Wirtschaftlichkeit des Projekts steht die Serienfertigung in Frage.[5]

### Samstag, 10. März 1990
- Prag/Tschechoslowakei: Schweden wird Weltmeister im Handball durch einen 27:23-Sieg im Finale der 12. Männer-WM gegen die Sowjetunion.[6]

### Sonntag, 11. März 1990

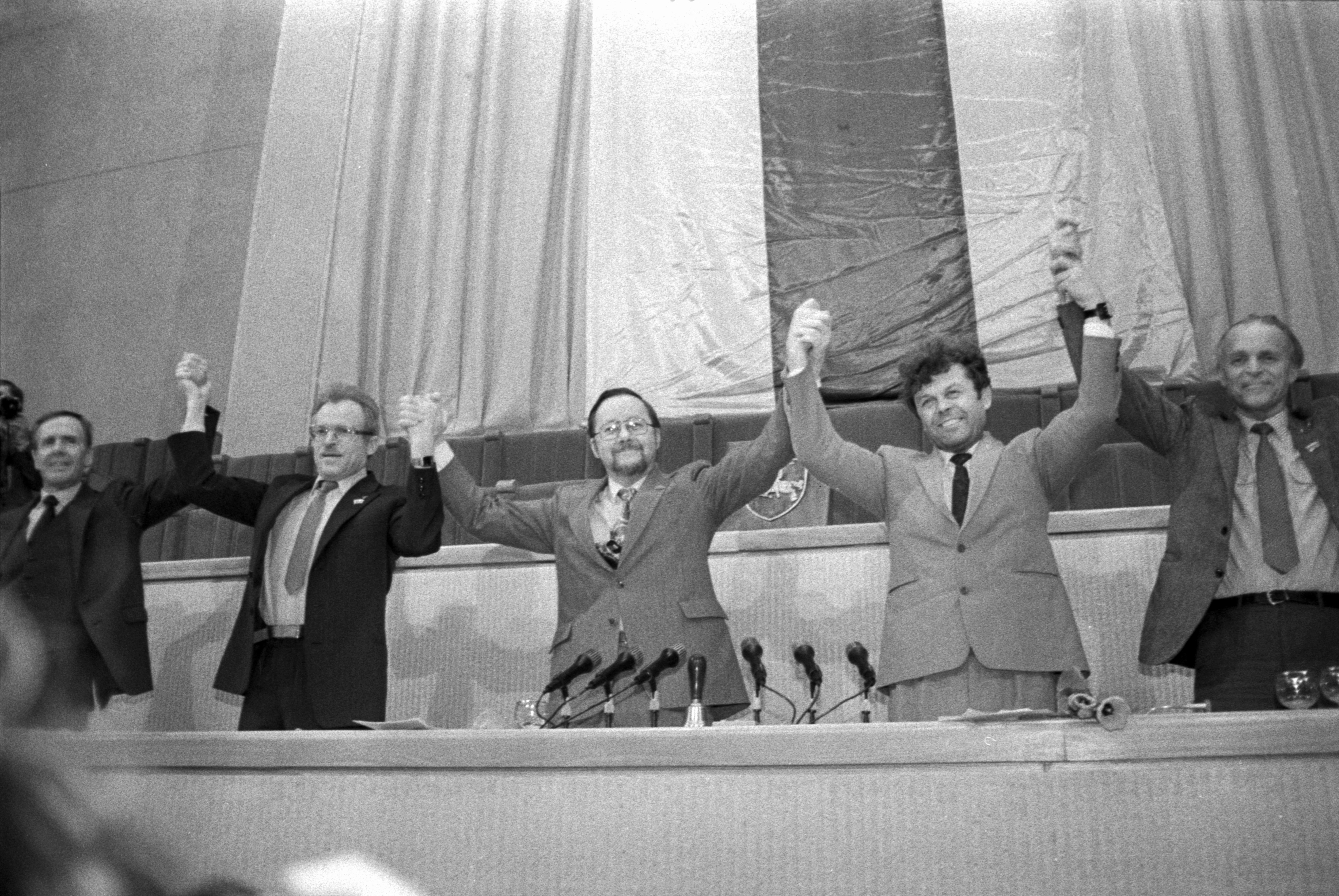
Freude im Parlament der Litauischen SSR unter der traditionellen litauischen Trikolore

- Wilna/Sowjetunion: Das neugewählte Parlament der Unionsrepublik Litauische SSR setzte die Verfassung der Sowjetunion (SU) außer Kraft und verkündet die staatliche Souveränität der nach einem Vertrag aus dem Jahr 1939 zwischen dem Deutschen Reich und der SU an letztere angeschlossenen baltischen Republik. Der Musikwissenschaftler Vytautas Landsbergis wird zum Parlamentspräsidenten gewählt und sieht sich als kommissarisches Staatsoberhaupt.[7]

### Dienstag, 13. März 1990
- Port-au-Prince/Haiti: Drei Tage nach dem Sturz der Militärregierung sowie in Folge des Verzichts auf das Präsidentenamt durch den erfolgreichen Putschführer Generalleutnant Hérard Abraham legt die Richterin Ertha Pascal-Trouillot ihren Eid als neue Präsidentin des Landes ab. Mit Pascal-Trouillot füllt erstmals eine Frau dieses Amt aus.[8]

### Mittwoch, 14. März 1990

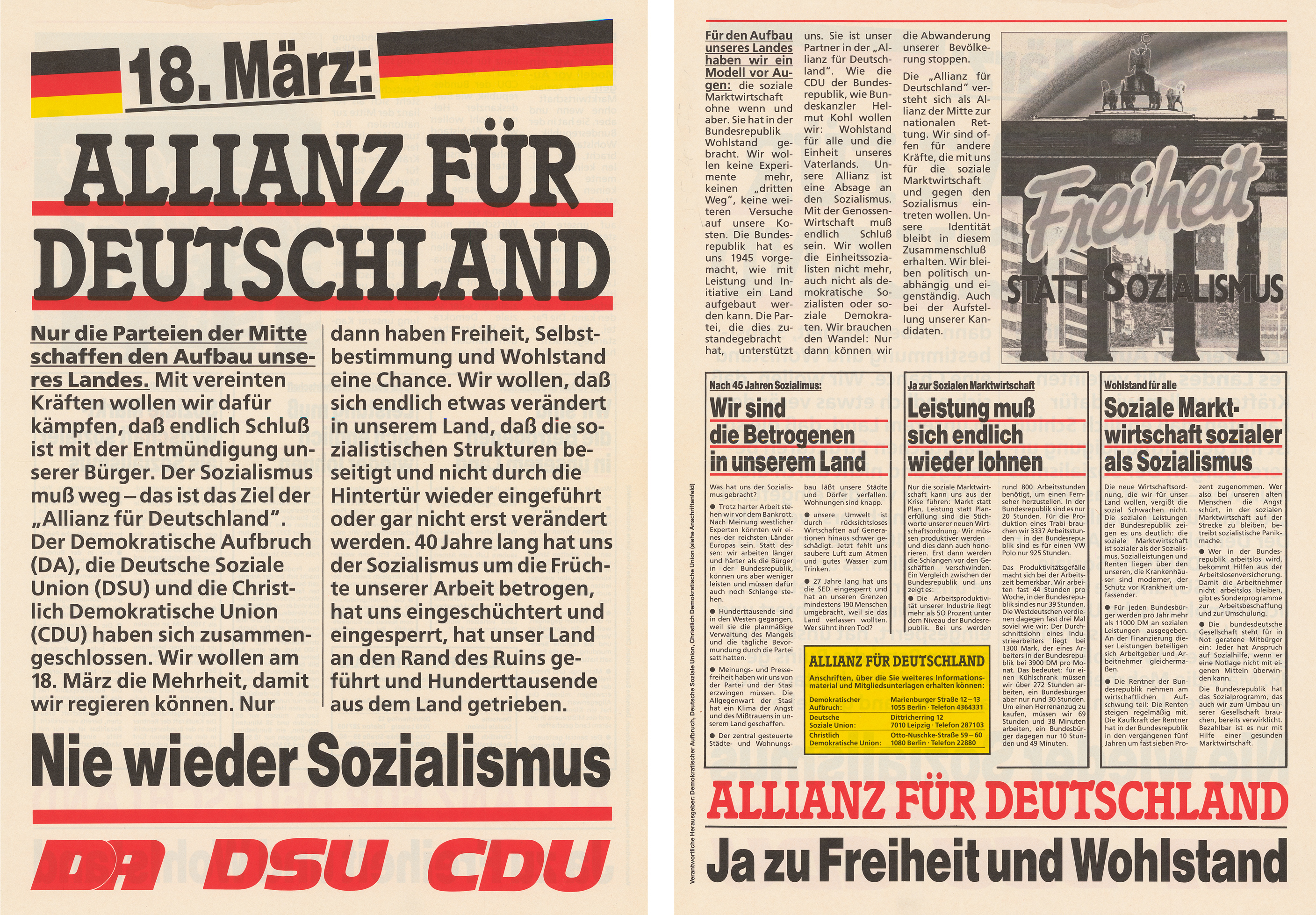
Flyer der Allianz für Deutschland: „Wie die CDU der Bundesrepublik […] wollen wir Wohlstand für alle.“

- Leipzig/Deutschland: Rund 300.000 Menschen besuchen den Gastauftritt des bundesdeutschen Regierungschefs Helmut Kohl (CDU). Er befürwortet demonstrativ die Herbeiführung der staatlichen Einheit der deutschen Staaten BRD und DDR und wirbt im Volkskammer-Wahlkampf für das Bündnis Allianz für Deutschland, das von der CDU der DDR angeführt wird.[9]
- Moskau/Sowjetunion: Die Union der Sowjetrepubliken erhält de jure ein neues Staatsoberhaupt. Dieses wurde bislang vom Präsidium des Obersten Sowjets verkörpert. Der Volksdeputiertenkongress beschließt die Einrichtung eines Präsidialrats als neues kollektives Staatsoberhaupt und die Einführung des Amts eines Präsidenten der Sowjetunion. Amtsinhaber wird Michail Gorbatschow (KPdSU) sein, der seit fünf Jahren de facto sowjetisches Staatsoberhaupt ist.[10]

### Freitag, 16. März 1990
- Algier/Algerien: Gastgeber Algerien gewinnt zum ersten Mal den Titel bei der Fußball-Afrikameisterschaft. Im Endspiel der 17. Auflage gegen Nigeria gelingt den Nordafrikanern ein 1:0-Sieg.[11]

### Sonntag, 18. März 1990

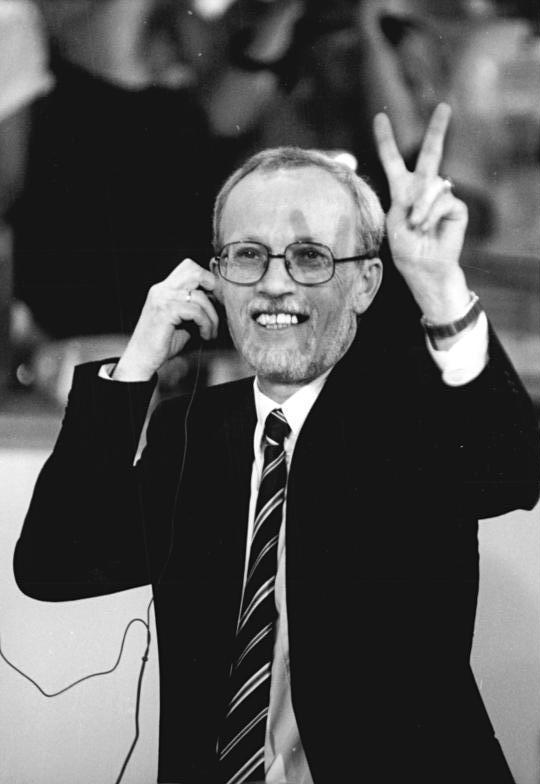
Lothar de Maizière

- Åre/Schweden: In der Gesamtwertung der Herren-Wettbewerbe des Alpinen Skiweltcups 1989/90 belegt der Schweizer Pirmin Zurbriggen nach dem letzten Rennen Platz 1. Bei den Damen gewinnt Petra Kronberger als erste Österreicherin seit Annemarie Moser-Pröll 1979 den Gesamt-Weltcup.[12][13]
- Berlin/Deutschland: In der DDR findet seit deren Gründung 1949 die erste Parlamentswahl statt, bei der die Stimmberechtigten nicht scheindemokratisch die Kandidaten der Nationalen Front befürworten oder ablehnen, sondern ihre Wahl – vergleichbar zum Prozedere in der Bundesrepublik Deutschland – zwischen politischen Parteien beziehungsweise Einzelpersonen treffen. Die Parteien des Wahlbündnisses Allianz für Deutschland erreichen 192 von 400 Mandaten. Der Spitzenkandidat der Allianz Lothar de Maizière (CDU) muss zur Bildung einer Regierung weitere Koalitionspartner suchen.[14]
- Tallinn/Sowjetunion: Die teilweise freien Wahlen zum Estnischen Parlament, welches als oberste Versammlungseinheit einer Unionsrepublik den Namen „Oberster Sowjet“ trägt, beinhalten erstmals auch das Verfahren der übertragbaren Einzelstimmgebung. Mehrheitlich stimmen die Wähler für jene Kandidaten, die für die Unabhängigkeit Estlands eintreten.[15]

### Montag, 19. März 1990
- Berlin/Deutschland: Edgar Most, Vizepräsident der Staatsbank der DDR, gründet mit Geschäftskollegen die erste  Privatbank in der DDR. Sie trägt den Namen Deutsche Kreditbank (DKB) und ihre Aufgabe ist die Abwicklung von Alt-Krediten der Staatsbank. Falls es zu einer Währungsreform kommt, soll die Staatsbank ihre Aufgaben der Bundesbank in Frankfurt am Main übergeben und danach geschlossen werden. Die DKB wird voraussichtlich länger benötigt.[16]

### Mittwoch, 21. März 1990
- Windhoek/Namibia: Am 30. Jahrestag des Massakers von Sharpeville, Südafrika, feiert die Republik Namibia offiziell den Tag ihrer Unabhängigkeit. Zum ersten Staatspräsidenten wurde im Februar Sam Nujoma (Südwestafrikanische Volksorganisation) gewählt.[17]

### Samstag, 24. März 1990
- Buckinghamshire/Vereinigtes Königreich: Auf dem offiziellen Landsitz der Premierministerin Margaret Thatcher in Chequers treffen sich britische und US-amerikanische Historiker, Journalisten und andere Experten, um mit Margaret Thatcher über Deutschland zu diskutieren. Im Vorfeld erhielten die Gäste Fragebögen, auf denen sie erörtern sollten, was die Geschichte über einen deutschen Nationalcharakter zu sagen habe und ob es bleibende nationale Charakteristika gebe. Thatcher gilt als Kritikerin jeglicher Entwicklungen, die Deutschland zum Hegemon in Kontinentaleuropa aufsteigen ließen.[18]

### Sonntag, 25. März 1990
- Budapest/Ungarn: Bei der ersten Wahl zum Parlament nach der Auflösung der Ungarischen Volksrepublik zeichnet sich im ersten Wahlgang ein Sieg des 1987 gegründeten Demokratischen Forums ab.[19]
- Ottawa/Kanada: Die erste Eishockey-Weltmeisterschaft der Frauen geht zu Ende. Die Europäerinnen waren im Turnier chancenlos. Das Finale gegen die USA entscheidet Kanada mit 5:2 für sich.[20]

### Montag, 26. März 1990
- Los Angeles/Vereinigte Staaten: Bei den 62. Academy Awards der Filmbranche wird Miss Daisy und ihr Chauffeur des amerikanischen Regisseurs Bruce Beresford als bester Film prämiert. Der Oscar für den besten Filmsong geht an Howard Ashman und Alan Menken als Schöpfer des Titels Under the Sea im Trickfilm Arielle, die Meerjungfrau.[21]

### Donnerstag, 29. März 1990
- Prag/Tschechoslowakei: Der Landesname des ehemals sozialistischen Staats wird nach schwieriger Debatte um die Einführung eines Gedankenstrichs zwischen den Lexemen „Česko“ und „Slovenská“ von „Československá socialistická republika“ (ČSSR) in „Československá federativní republika“ (ČSFR) geändert. Das entscheidet das Parlament mit verfassungsändernder Mehrheit. Für die von der slowakischen Bevölkerung bevorzugte Schreibung „Česko-slovenská“, mit Bindestrich, beantragt das Parlament die Ausarbeitung eines entsprechenden Gesetzes.[22]

## Weblinks

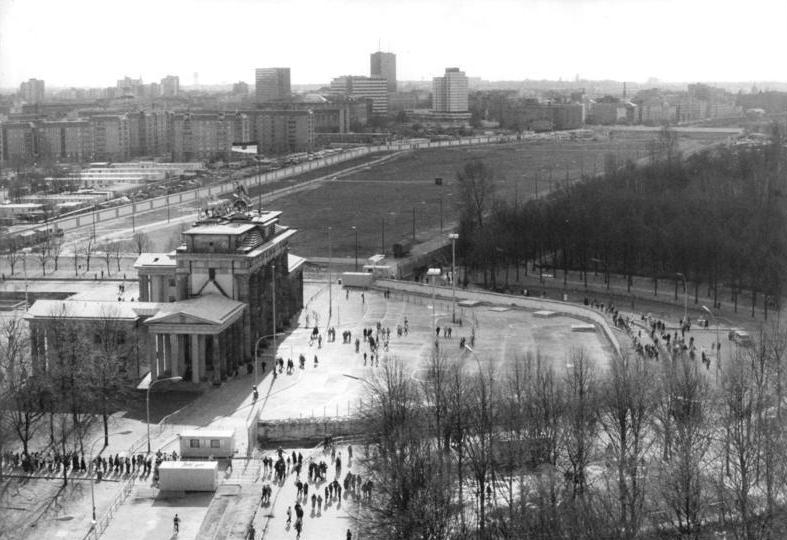
Berlin im März 1990